# كشك (أكلة)

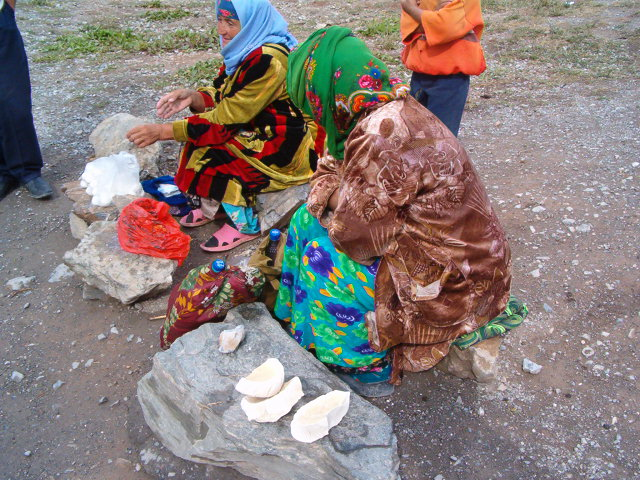
القروت تباع في طجكستان

الكشك (بالعثمانية: چشج)، (بالفارسية: كشك)، (بالكردية: keşk)، (بالتركية: keş peyniri)، qurut (بالقازاقية: құрт)، (بالتركمانية: gurt)، (بالأوزبكية: qurt)، (بالأذرية: qurut)، (بالبشكيرية: ҡорот)، (بالقرغيزية: курут)، (بالبشتوية: قروت)، (بالتركية: kurut, sürk, taş yoğurt, kurutulmuş yoğurt)، شور، شورتان (بالأرمنية: չորթան)، [ chor، ومعنى «المجففة»، بالإضافة إلى تان] )، aaruul (بالمنغولية: ааруул) هو مجموعة من منتجات الألبان المستخدمة في المأكولات الإيرانية والكردية والتركية والمنغولية وآسيا الوسطى والشعوب القوقازية والمشرق، يتكون الكشك من اللبن الزبادي (ولا سيما الكاتيك المنضب) أو اللبن المجفف عن طريق تكوينه وتجفيفه، يمكن صنع الكشك في مجموعة متنوعة من الأشكال بما في ذلك لف الكرات، وتقطيعها إلى شرائح، وتشكيلها إلى قطع.
هناك ثلاثة أنواع رئيسية من المنتجات الغذائية بهذا الاسم: الأطعمة التي تعتمد على منتجات اللبن الرائب مثل الزبادي أو الجبن، الأطعمة التي تعتمد على مرق الشعير أو الخبز أو الدقيق، والأطعمة التي تعتمد على الحبوب جنبا إلى جنب مع الحليب الرائب.

## الاستخدامات
يُعد الكشك نوعًا من عصيدة من الجبن الطازج، يؤكل سهل ولكن يمكن استخدامه بطرق أخرى، فعلى سبيل المثال يمكن إذابته في الماء وتناوله مثل الذبادي، وفي الأجزاء الغربية من أذربيجان من المعتاد إذابة القروت في الماء يدوياً واستخدام الصلصة مع الطبق التقليدي من نوع اللزانية الأذربيجاني (xəngəl)، والقروت المذاب في الماء هو المكون الرئيسي للقرطوب وطبق فارسي تقليدي في المطبخ الطاجيكي والأفغاني والإيراني، واعتقد البعض أنه الطبق الوطني لطجكستان، وواحد من الأطباق الرئيسية في أفغانستان هو خيشري كوروت المصنوع من بقلة الماش والأرز والقروت المذاب في الماء، يكون مملحًا في بعض الأحيان، وفي منغوليا الداخلية يمكن أن ينكَّه ويُوَزَّع كحلوى.

## التاريخ

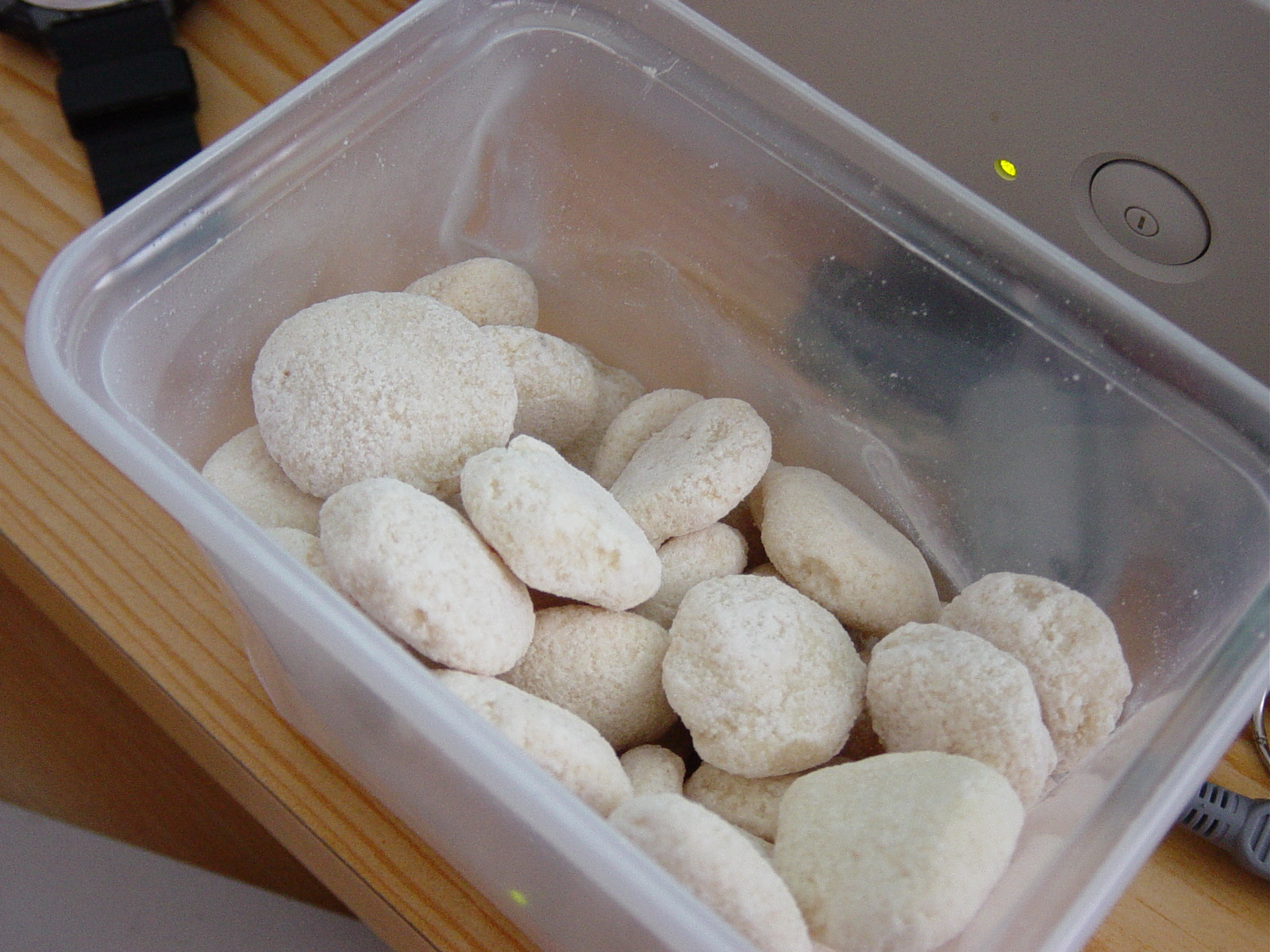
قرط من كزخستان

تم ذكر شورتان في قصيدة الملحمة الأرمنية ساسونتسي دافيت تقليد شفهي يرجع تاريخه إلى القرن الثامن، والذي تم وضعه لأول مرة في شكل مكتوب في عام 1873، «شور» تعني جاف في اللغة الأرمنية، وذكر كشك أيضًا في كتاب الشعر الفارسي من القرن العاشر في الشاهنامه، وخوشك (فارسي  : خشك تعني "جاف") والتي تشير إلى أن الكشك يُعد من خلال عملية تجفيف [خشكيدن]، وتعني "قروت" المجففة باللغات التركية. 

## إيران

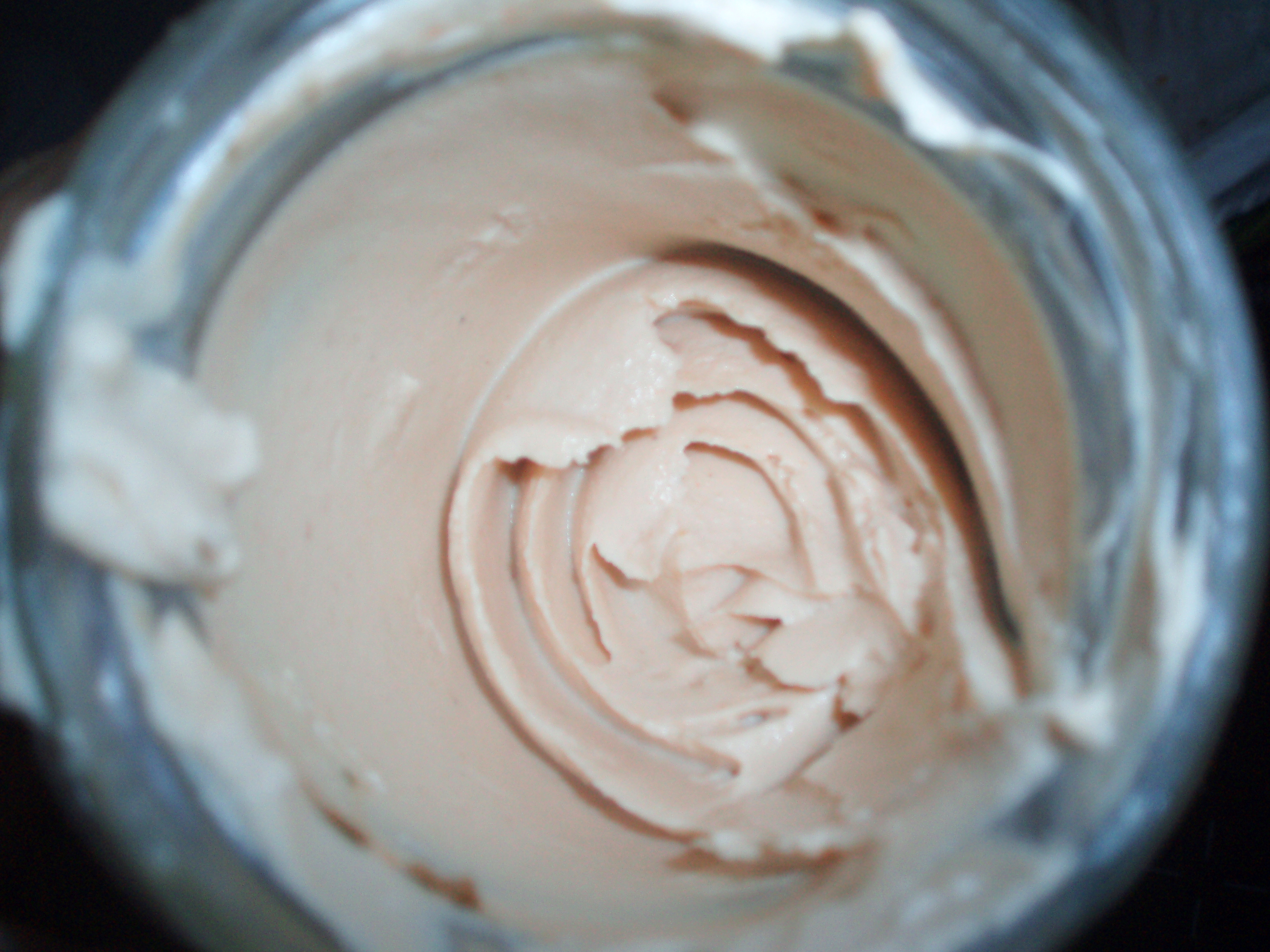
الكشك الإيراني

في إيران الحديثة يعتبر الكشك سائلًا سميكًا أبيض اللون يشبه مصل اللبن أو الكريمة الحامضة، ويستخدم في المطبخ الفارسي والكردي التقليدي مثل آش رشتة وكشك بادمجان وكال جوش، وهي متوفرة كسائل أو في صورة مجففة والتي تحتاج إلى نقعها وتليينها قبل استخدامها في الطهي، تم إنتاج الكشك بشكل تقليدي من بقايا صناعة الجبن (بشكل أكثر تحديدًا: الحليب المستخدم في صنعه). الإجراء هو: طرح الزبدة من الحليب، والباقي هو دوغ التي يمكن استخدامها كقاعدة للكشك، يتم طرح الماء من هذا المشروب الأبيض وما تبقى من الكشك الذي يمكن تجفيفه، ظهر الكشك الإيراني في الأسواق الأمريكية خلال النصف قرن الماضي من قبل العديد من محلات البقالة الإيرانية بدءاً من كشك هنديسي.

## تركيا
في تركيا يُعد الكشك منتجًا من الزبادي الجافة، ويُعرف أيضًا باسم keş peyniri أو kurut أو taş yoğurt أو kuru yoğurt أو katık keşi، محتوياته وإنتاجه يختلفان حسب المنطقة، في غرب وشمال تركيا خاصة في بولو يتم تصنيف المنتج على أنه جبن بسبب شكله ولونه الأبيض، بينما في شرق تركيا وخاصة أرزينجان وأرضروم وكارس، وينتج القروت من اللبن منزوع الدسم المصنوع من مصل اللبن المخلف من إنتاج الزبدة بواسطة طريقة yayık، ثم سحقه أو تكويره، وفي أجزاء من جنوب شرق تركيا مع عدد كبير من السكان الأكراد يطلق عليه كيشك، جميع إصدارات منتجات الألبان هذه مالحة، كما يتم استخدامه كمكون في الحساء وغيره.
كما يوجد أيضًا منتج غذائي جاف مترابط جدًا يسمى " ترهانا" يستند إلى مزيج مخمر من الحبوب واللبن الزبادي أو الحليب المخمر، انها تشبه إلى حد بعيد كشك المطبخ المشرقي الموضح أدناه.

## بلاد الشام وشبه الجزيرة العربية ومصر

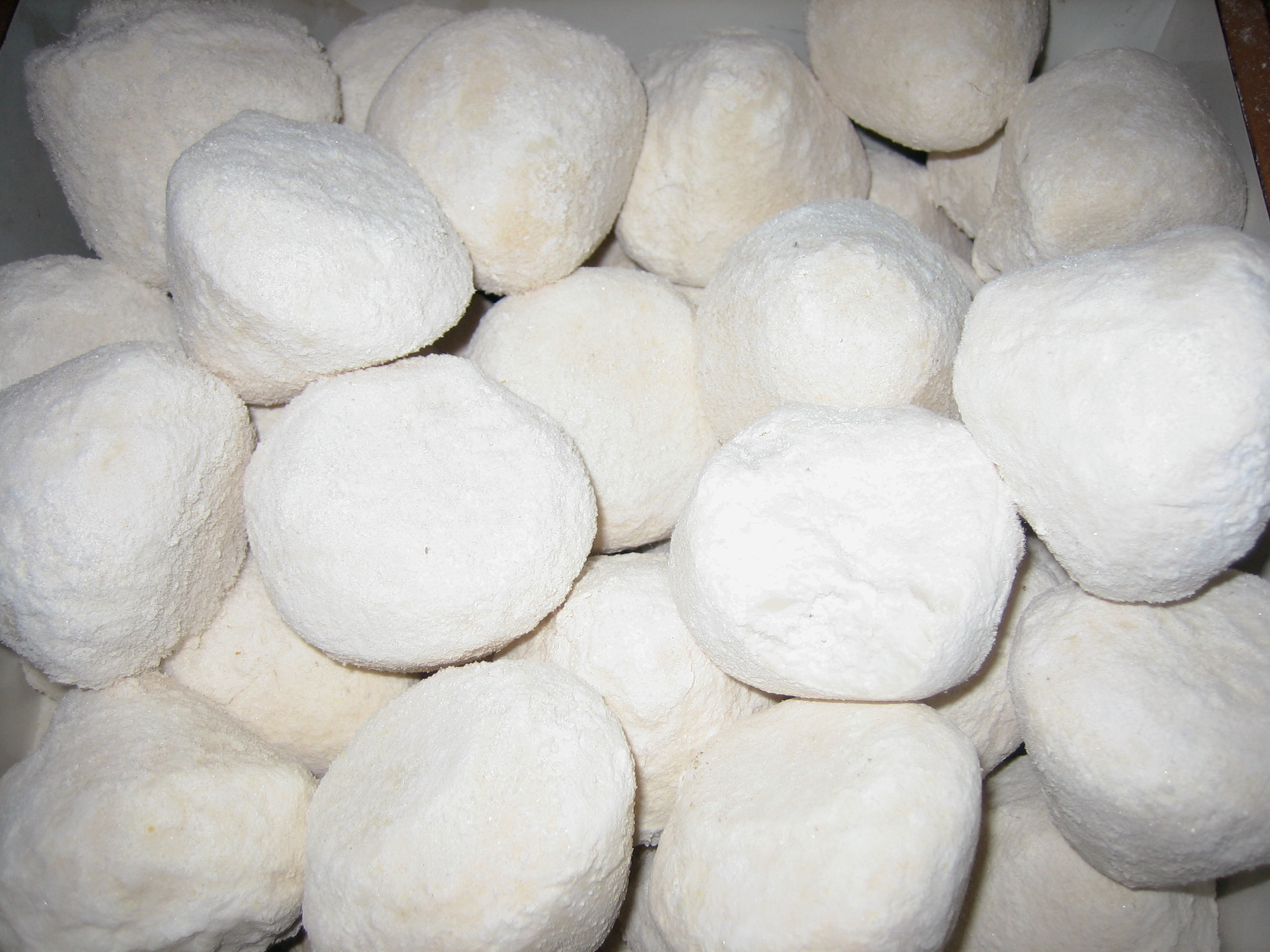
كشك يباع في السوق في القدس

في لبنان وسوريا والأردن وفلسطين وشبه الجزيرة العربية وسوريا يعتبر الكشك من الحبوب المسحوقة من البرغل المخمر مع الزبادي واللبن وعادة ما يكون من حليب الماعز، تُخزن بسهولة وهي ذات قيمة للغذاء الشتوي للقرويين المعزولين أو سكان الريف، يتم إعداد الكشك في أوائل الخريف بعد إعداد البرغل، يتم خلط اللبن والزبادي والبرغل جيدًا معًا ويسمح للتخمير لمدة تسعة أيام، كل صباح يعجن الخليط جيدًا بالأيدي، وعند اكتمال التخمير ينتشر الكشك على قطعة قماش نظيفة حتى يجف، أخيرًا يفرك جيدًا بين اليدين حتى يتم تقليله إلى مسحوق ثم يتم تخزينه في مكان جاف، وفي الأردن اللبن المجفف المشابه للكشك تعدى الأقط ويستخدم عادة، وفي أماكن أخرى في بلاد الشام يشار إلى منتجات مماثلة كما اللبنة المجففة (لبنة ملبودة).
في ومصر الكشك هو من المنتجات الاساسية من كل عام في صعيد مصر وخاصة في مناطق الاشمونيين السكان الاصليين للمنطقة وهي مابين مركز ملوي التابع لمحافظة المنيا ومركز منفلوط التابع لمحافظة اسيوط ويقال أن الكشك موروث عثماني قديم ولكن بعد الحديث مع السكان الاصليين اتضح لنا أنها وجبة مصرية قديمة وأصيلة من عهد الاسرة الثامنة عشر حيث تتكون من القمح المسلوق والحليب الرايب الموضوع في أواني فخارية ويتم بعد ذلك دش القمح وخلطه مع الحليب والكامون وتشكيله علي اشكال كروية في حجم كورة البينج ويجفف في الشمس لمدة اسبوع او اكثر وتأكد لنا أن مركز صناعة وتصدير الكشك إلي أغلب مناطق الجمهورية هو مركز ديروط التابع لمحافظة اسيوط